# Кима (Тексас)
Кима (енгл. Kemah) град је у америчкој савезној држави Тексас. По попису становништва из 2010. у њему је живело 1.773 становника.

## Демографија
Према попису становништва из 2010. у граду је живело 1.773 становника, што је 557 (23,9%) становника мање него 2000. године.
| Група             | 2000.         | 2010.         |
| Белци             | 1.562 (67,0%) | 1.243 (70,1%) |
| Афроамериканци    | 89 (3,8%)     | 78 (4,4%)     |
| Азијати           | 81 (3,5%)     | 108 (6,1%)    |
| Хиспаноамериканци | 577 (24,8%)   | 313 (17,7%)   |
| Укупно            | 2.330         | 1.773         |